# Qualificazioni al campionato europeo femminile di calcio 2025 - Fase a gironi, Lega C
Questa voce raccoglie un approfondimento sulle gare della Lega C delle qualificazioni al campionato europeo femminile di calcio 2025. La fase a gironi della Lega C si disputa tra il 5 aprile e il 16 luglio 2024.

## Formato
Nella Lega C partecipano le 14 squadre classificate dal trentottesimo al cinquantunesimo posto nella classifica finale della UEFA Women's Nations League 2023-2024, alle quali si aggiungono le 5 retrocesse dalla Lega B (classificate 28-32); le 19 partecipanti vengono divise in quattro gruppi da quattro squadre e un girone da tre squadre ciascuno. Ogni squadra dei gironi da 1 a 4 gioca sei incontri con partite tra aprile e luglio mentre le squadre del girone 5 composto da tre squadre giocano quattro incontri. Le prime squadre classificate di ogni raggruppamento e le tre migliori seconde accedono agli spareggi.
Per il primo turno degli spareggi, le otto squadre della Lega C non saranno testa di serie e giocheranno contro le otto squadre della Lega A. Le vincitrici di questi incontri avanzeranno al secondo turno.
La competizione funge anche da prima fase per la UEFA Women's Nations League 2025, che utilizzerà una struttura identica. La prima classificata di ciascun girone sarà promossa in Lega B.

## Squadre partecipanti
Le squadre sono state assegnate alla Lega C in base alla lista d'accesso delle qualificazioni al campionato europeo femminile di calcio 2025, la quale si basa sulla classifica finale dell'edizione precedente: alle 14 squadre rimaste nella Lega C viene attribuito il numero di accesso corrispondente alla posizione nella classifica finale dell'edizione passata, mentre alle retrocesse dalla Lega B vengono attribuiti i numeri 28-32. Le urne per il sorteggio, tre composte da cinque squadre ciascuna e una composta da quattro, sono state definite il 27 febbraio 2024.
| Squadra     | Rank |
| ----------- | ---- |
| Slovenia    | 28   |
| Grecia      | 29   |
| Bielorussia | 30   |
| Romania     | 31   |
| Albania     | 32   |

| Squadra    | Rank |
| ---------- | ---- |
| Lettonia   | 38   |
| Montenegro | 39   |
| Bulgaria   | 40   |
| Estonia    | 41   |
| Lituania   | 42   |

| Squadra            | Rank |
| ------------------ | ---- |
| Lussemburgo        | 43   |
| Kazakistan         | 44   |
| Macedonia del Nord | 45   |
| Cipro              | 46   |
| Andorra            | 47   |

| Squadra  | Rank |
| -------- | ---- |
| Georgia  | 48   |
| Moldavia | 49   |
| Fær Øer  | 50   |
| Armenia  | 51   |

## Gruppo 1

### Classifica
| Pos | Squadra     | Pt | G | V | N | P | GF | GS | DR  |
| --- | ----------- | -- | - | - | - | - | -- | -- | --- |
| 1   | Bielorussia | 18 | 6 | 6 | 0 | 0 | 19 | 0  | +19 |
| 2   | Georgia     | 10 | 6 | 3 | 1 | 2 | 6  | 7  | -1  |
| 3   | Lituania    | 7  | 6 | 2 | 1 | 3 | 5  | 10 | -5  |
| 4   | Cipro       | 0  | 6 | 0 | 0 | 6 | 1  | 14 | -13 |

### Risultati
| Arbitro: | Stacey Pearson |

|  |           |                                                |
|  | Marcatori | 2’ Kubičnaja 45+2’ (rig.) Šupo 90+5’ Šlapakova |

| Arbitro: | Araksya Saribekyan |

|                   |           |                                |
| Bakradze 12’, 19’ | Marcatori | 20’ Lazdauskaitė 59’ Jonušaitė |

| Arbitro: | María Eugenia Gil Soriano |

|                                         |           |  |
| Šlapakova 45’ Pilipenka 64’ Kazjupa 70’ | Marcatori |  |

| Arbitro: | Louise Thompson |

|                |           |  |
| Liužinaitė 46’ | Marcatori |  |

| 31 maggio 2024 | Lituania | 0 – 3 A tavolino referto | Bielorussia |  |

| Arbitro: | Karoline Marie Jensen |

|  |           |                               |
|  | Marcatori | 32’ Khaburdzania 63’ Bakradze |

| 4 giugno 2024 | Bielorussia | 3 – 0 A tavolino referto | Lituania |  |

| Arbitro: | Farida Lutfaliyeva |

|              |           |  |
| Bakradze 13’ | Marcatori |  |

| Arbitro: | Oxana Cruc |

|  |           |                            |
|  | Marcatori | 86’ Ol'chovik 90+2’ Valiuk |

| Arbitro: | Jeļena Jermolajeva |

|                |           |                      |
| Matsoukari 24’ | Marcatori | 28’, 90+5’ Jonušaitė |

| Arbitro: | Vesna Miletić |

|                                                                      |           |  |
| Šupo 15’ (rig.) Maniukova 41’ Alkhovik 55’ Belaya 65’ Charlionak 90’ | Marcatori |  |

| Arbitro: | Martina Molinaro |

|  |           |                  |
|  | Marcatori | 88’ (rig.) Bebia |

## Gruppo 2

### Classifica
| Pos | Squadra            | Pt | G | V | N | P | GF | GS | DR  |
| --- | ------------------ | -- | - | - | - | - | -- | -- | --- |
| 1   | Slovenia           | 18 | 6 | 6 | 0 | 0 | 26 | 0  | +26 |
| 2   | Lettonia           | 9  | 6 | 3 | 0 | 3 | 8  | 16 | -8  |
| 3   | Macedonia del Nord | 7  | 6 | 2 | 1 | 3 | 10 | 17 | -7  |
| 4   | Moldavia           | 1  | 6 | 0 | 1 | 5 | 4  | 15 | -11 |

### Risultati
| Arbitro: | Andromachi Tsiofliki |

|                             |           |  |
| Prašnikar 45+2’ Kuštrin 56’ | Marcatori |  |

| Arbitro: | Lovisa Johansson |

|                                |           |                                                             |
| Miksone 7’, 76’ Poļuhoviča 63’ | Marcatori | 17’ Rochi 25’ (aut.) Ročāne 32’ Andonova 69’ (aut.) Gornela |

| Arbitro: | Zoe Stavrou |

|  |           |                                                                      |
|  | Marcatori | 24’ Korošec 29’ (aut.) Panchurova 56’ Prašnikar 84’ Kajzba 88’ Kolbl |

| Arbitro: | Teresa Oliveira |

|  |           |                         |
|  | Marcatori | 63’ (aut.) Colesnicenco |

| Arbitro: | Audrey Gerbel |

|             |           |           |
| Maksuti 52’ | Marcatori | 55’ Tabur |

| Arbitro: | Ana Maria Terteleac |

|                                                                    |           |  |
| Agrež 32’ Golob 57’ Kolbl 70’ Kajzba 75’ Korošec 77’ Prašnikar 90’ | Marcatori |  |

| Arbitro: | Sofiya Prychyna |

|  |           |                                        |
|  | Marcatori | 24’, 42’ Prašnikar 47’ Kolbl 72’ Janež |

| Arbitro: | Ioanna Allayiotou |

|                      |           |                                                             |
| Țabur 22’ Colnic 59’ | Marcatori | 2’ (aut.) Bădiceanu 26’ (rig.), 75’ Andonova 43’ Andreevska |

| Arbitro: | Jana Van Laere |

|                |           |                                |
| Andonova 90+2’ | Marcatori | 45+3’ Poļuhoviča 90+5’ Ševcova |

| Arbitro: | Melis Özçiğdem |

|  |           |                                                               |
|  | Marcatori | 28’ Kolbl 36’ Makovec 44’ Prašnikar 45+3’ Kramžar 87’ Korošec |

| Arbitro: | Frederikke Lydia Søkjær |

|                                           |           |  |
| Prašnikar 3’, 6’ Korošec 35’ Kastelec 71’ | Marcatori |  |

| Arbitro: | Milica Milovanović |

|                           |           |            |
| Čemirtāne 24’ Miksone 82’ | Marcatori | 37’ Chiper |

## Gruppo 3

### Classifica
| Pos | Squadra    | Pt | G | V | N | P | GF | GS | DR  |
| --- | ---------- | -- | - | - | - | - | -- | -- | --- |
| 1   | Grecia     | 16 | 6 | 5 | 1 | 0 | 17 | 4  | +13 |
| 2   | Montenegro | 10 | 6 | 3 | 1 | 2 | 21 | 10 | +11 |
| 3   | Fær Øer    | 9  | 6 | 3 | 0 | 3 | 11 | 9  | +2  |
| 4   | Andorra    | 0  | 6 | 0 | 0 | 6 | 2  | 28 | -26 |

### Risultati
| Arbitro: | Farida Lutfaliyeva |

|                                                                  |           |              |
| Bulatović 27’, 90+3’ (rig.) Đoković 37’ Dešić 51’, 61’ Božić 74’ | Marcatori | 41’ Armengol |

| Arbitro: | Rita Vehapi |

|                  |           |  |
| Sarri 55’ (rig.) | Marcatori |  |

| Arbitro: | Emily Heaslip |

|                                                    |           |                     |
| Tomašević 17’ Kuč 41’, 58’ Đoković 84’ Dešić 90+1’ | Marcatori | 9’ Dal Christiansen |

| Arbitro: | Jurgita Mačikunytė |

|  |           |                                                 |
|  | Marcatori | 45+3’ (rig.) Sarri 56’ Spyridonidou 67’ Gkatsou |

| Arbitro: | Fatemeh Zangeneh |

|                             |           |                               |
| Markou 11’ Spyridonidou 49’ | Marcatori | 3’ Kuč 90+4’ (rig.) Bulatović |

| Arbitro: | Marisca Overtoom |

|                                                        |           |  |
| Dal Christensen 25’ Johannesen 48’ Ryan 67’ Hoydal 79’ | Marcatori |  |

| Arbitro: | Laura Mauricio |

|  |           |                        |
|  | Marcatori | 13’ Sarri 78’ Kongoulī |

| Arbitro: | Joanna Vassallo |

|               |           |                                                |
| Gonçalves 10’ | Marcatori | 1’, 6’ Kuč 32’ Dešić 56’ Đoković 58’ Bulatović |

| Arbitro: | Emilie Torkelsen |

|                              |           |         |
| Sevdal 19’ Tórolvsdóttir 32’ | Marcatori | 22’ Kuč |

| Arbitro: | Roxana Recorean |

|                                                       |           |  |
| Kongoulī 1’, 58’ Sarri 23’ Papadopoulou 69’, 79’, 89’ | Marcatori |  |

| Arbitro: | Karoline Wacker |

|                                      |           |                                   |
| Bulatović 90+5’ (rig.), 90+8’ (rig.) | Marcatori | 6’, 62’ Kongoulī 24’ Spyridonidou |

| Arbitro: | Eglantina Pjetrushaj |

|  |           |                                                              |
|  | Marcatori | 19’ Tórolvsdóttir 21’ Klakstein 72’ Johannesen 90+7’ Joensen |

## Gruppo 4

### Classifica
| Pos | Squadra    | Pt | G | V | N | P | GF | GS | DR  |
| --- | ---------- | -- | - | - | - | - | -- | -- | --- |
| 1   | Romania    | 18 | 6 | 6 | 0 | 0 | 16 | 1  | +15 |
| 2   | Bulgaria   | 7  | 6 | 2 | 1 | 3 | 6  | 8  | -2  |
| 3   | Armenia    | 6  | 6 | 2 | 0 | 4 | 8  | 18 | -10 |
| 4   | Kazakistan | 4  | 6 | 1 | 1 | 4 | 5  | 8  | -3  |

### Risultati
| Arbitro: | Meliz Özçiğdem |

|  |           |               |
|  | Marcatori | 45+5’ Petkova |

| Arbitro: | Vanja Jankovic |

|  |           |                                                                |
|  | Marcatori | 42’ Gődér 62’ Vătafu 65’ (aut.) Taylor 69’ Ciolacu 80’ Herczeg |

| Arbitro: | Emilie Torkelsen |

|                                  |           |                                            |
| Rasina 61’ Popadinova 85’ (rig.) | Marcatori | 42’ Kazanchian 49’ Asatryan 90+1’ Safaryan |

| Arbitro: | Jeļena Jermolajeva |

|          |           |  |
| Carp 69’ | Marcatori |  |

| Arbitro: | Elena Gobjila |

|                                |           |                    |
| Dallakyan 13’ Artin 49’ (rig.) | Marcatori | 70’ Kulmagambetova |

| Arbitro: | Kathrin Huber |

|            |           |  |
| Vătafu 76’ | Marcatori |  |

| Arbitro: | Mzevinari Sharashanidze |

|                                                |           |           |
| Burova 28’ Gaistenova 35’, 57’ Turlybekova 58’ | Marcatori | 39’ Artin |

| Arbitro: | Jurgita Mačikunytė |

|  |           |                                 |
|  | Marcatori | 39’ Vătafu 51’ Carp 79’ Herczeg |

| Arbitro: | Lovisa Johansson |

|  |           |                                   |
|  | Marcatori | 17’ Carp 40’ Olar 60’ Iordăchiuși |

| Arbitro: | Stavrou |

|              |           |                                          |
| Safaryan 75’ | Marcatori | 13’ Petrova 26’ Karaivanova 90+1’ Yaneva |

| Arbitro: | María Eugenia Gil Soriano |

|                                |           |                 |
| Ciolacu 38’ Olar 50’ Marcu 74’ | Marcatori | 89’ Khachatryan |

| Sofia 16 luglio 2024, ore 19:00 CEST | Bulgaria         | 0 – 0 referto | Kazakistan | Stadio Slavia (228 spett.)\| Arbitro: \| Kristina Kozoroh \| |
| Arbitro:                             | Kristina Kozoroh |               |            |                                                              |

## Gruppo 5

### Classifica
| Pos | Squadra     | Pt | G | V | N | P | GF | GS | DR |
| --- | ----------- | -- | - | - | - | - | -- | -- | -- |
| 1   | Albania     | 9  | 4 | 3 | 0 | 1 | 8  | 4  | +4 |
| 2   | Lussemburgo | 5  | 4 | 1 | 2 | 1 | 5  | 6  | -1 |
| 3   | Estonia     | 2  | 4 | 0 | 2 | 2 | 3  | 6  | -3 |

### Risultati
| Arbitro: | Marina Zechner |

|                         |           |           |
| Schmit 68’ Thompson 87’ | Marcatori | 43’ Gjini |

| Arbitro: | Anastasija Romanjuk |

|                              |           |  |
| F. Berisha 31’ Maksuti 90+3’ | Marcatori |  |

| Arbitro: | Tatyana Sorokopudova |

|             |           |                              |
| Himanen 17’ | Marcatori | 7’ F. Berisha 90+2’ Krasniqi |

| Arbitro: | Melek Dakan |

|                                               |           |              |
| Doçi 29’ (rig.) Krasniqi 45+2’ F. Berisha 46’ | Marcatori | 90+1’ Kremer |

| Arbitro: | Tjaša Misja |

|            |           |            |
| Miller 48’ | Marcatori | 53’ Tammik |

| Arbitro: | Teona Sturua |

|           |           |              |
| Teern 49’ | Marcatori | 18’ Thompson |

## Classifica generale
| Pos | Gr | Squadra            | Pt | G | V | N | P | GF | GS | DR  |
| --- | -- | ------------------ | -- | - | - | - | - | -- | -- | --- |
| 1   | C2 | Slovenia           | 12 | 4 | 4 | 0 | 0 | 19 | 0  | +19 |
| 1   | C4 | Romania            | 12 | 4 | 4 | 0 | 0 | 12 | 1  | +11 |
| 1   | C1 | Bielorussia        | 12 | 4 | 4 | 0 | 0 | 11 | 0  | +11 |
| 1   | C5 | Albania            | 9  | 4 | 3 | 0 | 1 | 8  | 4  | +4  |
| 1   | C3 | Grecia             | 8  | 4 | 2 | 2 | 0 | 8  | 5  | +3  |
|     |    |                    |    |   |   |   |   |    |    |     |
| 2   | C3 | Montenegro         | 5  | 4 | 1 | 2 | 1 | 11 | 8  | +3  |
| 2   | C5 | Lussemburgo        | 5  | 4 | 1 | 2 | 1 | 5  | 6  | -1  |
| 2   | C1 | Georgia            | 4  | 4 | 0 | 1 | 2 | 3  | 7  | -4  |
| 2   | C4 | Bulgaria           | 3  | 4 | 1 | 0 | 3 | 5  | 8  | -3  |
| 2   | C2 | Lettonia           | 3  | 4 | 1 | 0 | 3 | 5  | 15 | -10 |
|     |    |                    |    |   |   |   |   |    |    |     |
| 3   | C3 | Fær Øer            | 3  | 4 | 1 | 0 | 3 | 3  | 9  | -6  |
| 3   | C4 | Armenia            | 3  | 4 | 1 | 0 | 3 | 5  | 13 | -8  |
| 2   | C2 | Macedonia del Nord | 3  | 4 | 1 | 0 | 3 | 5  | 14 | -9  |
| 3   | C5 | Estonia            | 2  | 4 | 0 | 2 | 2 | 3  | 6  | -3  |
| 3   | C1 | Lituania           | 1  | 4 | 0 | 1 | 3 | 2  | 9  | -7  |
|     |    |                    |    |   |   |   |   |    |    |     |
| 4   | C4 | Kazakistan         | 4  | 6 | 1 | 1 | 4 | 5  | 8  | -3  |
| 4   | C2 | Moldavia           | 1  | 6 | 0 | 1 | 5 | 4  | 15 | -11 |
| 4   | C1 | Cipro              | 0  | 6 | 0 | 0 | 6 | 1  | 14 | -13 |
| 4   | C3 | Andorra            | 0  | 6 | 0 | 0 | 6 | 2  | 28 | -26 |

Legenda:
      Promosse in Lega B della UEFA Women's Nations League 2025.

## Raffronto tra le seconde classificate
| Pos | Gr | Squadra     | Pt | G | V | N | P | GF | GS | DR  |
| --- | -- | ----------- | -- | - | - | - | - | -- | -- | --- |
| 1   | C3 | Montenegro  | 5  | 4 | 1 | 2 | 1 | 11 | 8  | +3  |
| 2   | C5 | Lussemburgo | 5  | 4 | 1 | 2 | 1 | 5  | 6  | -1  |
| 3   | C1 | Georgia     | 4  | 4 | 1 | 1 | 2 | 3  | 7  | -4  |
| 4   | C4 | Bulgaria    | 3  | 4 | 1 | 0 | 3 | 5  | 8  | -3  |
| 5   | C2 | Lettonia    | 3  | 4 | 1 | 0 | 3 | 5  | 15 | -10 |

## Statistiche

### Classifica marcatrici
8 reti
- Lara Prašnikar

6 reti
- Slađana Bulatović (4 rig.)
- Armisa Kuč

5 reti
- Sofia Kongoulī

4 reti
- Teona Bakradze
- Veatriki Sarri (2 rig.)
- Nataša Andonova (1 rig.)
- Medina Dešić
- Špela Kolbl
- Kaja Korošec

3 reti
- Fortesa Berisha
- Antigoni Papadopoulou
- Anastasia Spyridonidou
- Karlīna Miksone
- Rimantė Jonušaitė
- Jasna Đoković
- Cristina Carp
- Ștefania Vătafu

2 reti
- Qendresa Krasniqi
- Maral Artin (1 rig.)
- Ani Safaryan
- Karina Ol'chovik
- Anastasija Šlapakova
- Anastasija Šupo (1 rig.)
- Sunniva Willemoes Dal Christiansen
- Ásla Johannesen
- Jensa Tórolvsdóttir
- Aida Gaistenova
- Anastasija Poļuhoviča
- Amy Thompson
- Carolina Tabur
- Mihaela Ciolacu
- Andrea Herczeg
- Florentina Olar
- Nina Kajzba

1 rete
- Megi Doçi (1 rig.)
- Luçije Gjini
- Kristina Maksuti
- Teresa Armengol
- Erica Gonçalves
- Veronika Asatryan
- Anna Dallakyan
- Lara Kazanchian
- Tatev Khachatryan
- Valeriya Belaya
- Alina Charlionak
- Hanna Kazjupa
- Ksenija Kubičnaja (1 rig.)
- Darya Maniukova
- Hanna Pilipenka
- Viktoriya Valiuk
- Kristiana Karaivanova
- Simona Petkova
- Lora Petrova
- Evdokija Popadinova (1 rig.)
- Polina Rasina
- Aleksandra Yaneva
- Anna Matsoukari
- Kairi Himanen
- Lisette Tammik
- Kristina Teern
- Petra Hoydal
- Tórunn Joensen
- Eyðvør Klakstein
- Birita Ryan
- Heidi Sevdal
- Maiko Bebia (1 rig.)
- Irina Khaburdzania
- Anastasia Gkatsou
- Eleni Markou
- Alexandra Burova
- Kamila Kulmagambetova
- Asselkhan Turlybekova
- Anastasija Čemirtāne
- Olga Ševcova
- Ugnė Lazdauskaitė
- Milda Liužinaitė
- Emma Kremer
- Laura Miller
- Charlotte Schmit
- Lenche Andreevska
- Ulza Maksuti
- Gentjana Rochi
- Claudia Chiper
- Iuliana Colnic
- Helena Božić
- Maša Tomašević
- Brigitta Gődér
- Olga Iordăchiuși
- Carmen Marcu
- Sara Agrež
- Lana Golob
- Korina Janež
- Mirjam Kastelec
- Zara Kramžar
- Zala Kuštrin
- Sara Makovec

1 autorete
- Savannah Taylor (a favore della Romania)
- Anna Kristīne Gornela (a favore della Macedonia del Nord)
- Anastasija Ročāne (a favore della Macedonia del Nord)
- Viktorija Panchurova (a favore della Slovenia)
- Mădălina Bădiceanu (a favore della Macedonia del Nord)
- Nadejda Colesnicenco (a favore della Lettonia)